# Le Jour où la Terre s'arrêta (film, 2008)
Cet article concerne le film de 2008 réalisé par Scott Derrickson. Pour le film original de 1951 réalisé par Robert Wise, voir Le Jour où la Terre s'arrêta (film, 1951).
Pour plus de détails, voir Fiche technique et Distribution.
Le Jour où la Terre s'arrêta (The Day the Earth Stood Still) est un film de science-fiction américano-canadien réalisé par Scott Derrickson et sorti en 2008. Il s'agit d'un remake du film du même nom de Robert Wise sorti 1951. Le scénario est écrit par David Scarpa, d'après le scénario original d'Edmund H. North qui s'était lui-même inspiré de la nouvelle Farewell to the Master de Harry Bates. Cette nouvelle version met en scène Keanu Reeves, Jennifer Connelly, Kathy Bates et Jon Hamm.
Une sorte de sphère atterrit sur Terre. En sort Klaatu, un extraterrestre d'apparence humaine (incarné par Keanu Reeves) qui souhaite transmettre un message à l'humanité alors que des phénomènes étranges font leur apparition. Le film reçoit des critiques globalement négatives mais réalise de bonnes performances au box-office.

## Synopsis
En 1928, un alpiniste solitaire explore la chaine de montagnes de Karakoram en Inde. Après une ascension difficile, il rencontre une sphère lumineuse. Il perd connaissance et lorsqu'il se réveille, la sphère a disparu et il y a une cicatrice sur sa main.
De nos jours, Helen Benson — une exobiologiste de l'université de Princeton — est réquisitionnée en urgence par le gouvernement américain, sur les conseils de Michael Granier de la NASA. Elle fait partie d'une équipe créée pour empêcher une catastrophe imminente : un objet volant non identifié se déplaçant très rapidement est détecté au-delà de l'orbite de Jupiter. Son impact détruira toute vie sur Terre. Le gouvernement rassemble donc à la hâte un groupe de scientifiques, dont Helen et Michael, pour élaborer un plan de survie. Helen doit ainsi laisser Jacob Benson, son beau-fils âgé de huit ans, qu'elle élève seule depuis la mort de son père.
L'objet non identifié ralentit soudainement sa vitesse et descend sur Manhattan. Il s'avère finalement qu'il s'agit d'un grand vaisseau spatial de forme sphérique. Helen et les autres scientifiques arrivent rapidement sur les lieux avec des militaires. Un extraterrestre émerge et Helen s'avance pour le saluer, mais au milieu de la confusion, l'extraterrestre est abattu. Un gigantesque robot humanoïde apparaît et désactive temporairement tout ce qui se trouve à proximité en émettant un bruit aigu avant que l'extraterrestre blessé n'exprime l'ordre Klaatu barada nikto pour arrêter la réponse défensive du robot.
Les scientifiques emmènent l'extraterrestre dans un laboratoire où ils apprennent que la peau extérieure de l'extraterrestre est en réalité une combinaison spatiale de bio-ingénierie, composée d'un matériau semblable au placenta recouvrant un être semblable à un humain. Une fois la balle extraite par opération, l'être vieillit rapidement pour devenir Klaatu, qui ressemble à l'alpiniste de 1928. Klaatu informe Regina Jackson — secrétaire à la Défense des États-Unis — qu'il est un représentant d'un groupe de civilisations planétaires, envoyé pour parler aux dirigeants de la Terre, non loin de là au Siège des Nations unies. Mais Regina Jackson veut l'interroger et lui fait passer au détecteur de mensonge. Klaatu parvient cependant à s'échapper. Il retrouve la trace de Helen. Après avoir fait la connaissance de Jacob, Klaatu leur révèle qu'il doit terminer sa mission : sauver la Terre.
D'autres sphères plus petites commencent à apparaître partout dans le monde et provoquent une panique généralisée. L'armée lance une attaque de drone sur la sphère, mais elle est contrecarrée par le robot. L'armée adopte une approche sans armes, enfermant soigneusement le robot, bientôt surnommé G.O.R.T. (pour Genetically Organized Robotic Technology, soit « technologie robotique génétiquement organisée »), et en le transportant jusqu'aux installations souterraines du Mount Weather Emergency Operations Center en Virginie.
Klaatu rencontre un autre extraterrestre, qui vit sur Terre depuis des années sous la forme d'un vieil homme asiatique, M. Wu. Ce dernier dit à Klaatu que les humains sont destructeurs, têtus et peu disposés à changer, ce qui correspond aux expériences récentes de Klaatu. Cependant, M. Wu dit également à Klaatu qu'il a l'intention de rester sur Terre, car il a appris à aimer ces gens. Klaatu ordonne aux sphères plus petites de collecter des spécimens d'espèces animales, afin de les préserver pour une réintroduction ultérieure sur Terre. Il précise à Helen qu'il entend sauver la Terre de la destruction par l'Humanité.
Dans l'espoir de persuader Klaatu de changer d'avis sur l'Humanité, Helen l'emmène chez le professeur Karl Barnhardt, lauréat d'un Prix Nobel de physique, qui a basé ses théories sur l'altruisme. Klaatu et le scientifique discutent de la façon dont la race de Klaatu a connu une évolution drastique et collaborative pour empêcher la disparition de leur planète. Barnhardt plaide en faveur du fait que la Terre est dans le même précipice et que l'Humanité devrait avoir la chance de comprendre qu’elle aussi doit changer. Pendant ce temps, Jacob, méfiant envers l'extraterrestre, prévient en secret les autorités pour le faire arrêter.
L'armée parvient à capturer Helen, tandis que Klaatu et Jacob s'échappent à pied. Au contact du jeune garçon, Klaatu en apprend davantage sur l'Humanité. À Mount Weather, le robot extraterrestre cause de nombreux dégâts et la mort de nombreux scientifiques et militaires. Il parvient à s'échapper dans un nuage métallique. Celui-ci se disperse dans l'air et fait également de nombreux dégâts. La secrétaire Jackson envoie alors Helen, accompagnée de Michael, pour tenter de faire changer d'avis Klaatu. Jacob reprend contact avec Helen et organise un rendez-vous sur la tombe de son père, Andrew. Sur la tombe, Jacob a le cœur brisé que Klaatu ne puisse pas ressusciter son père décédé depuis longtemps. Alors qu'Helen et Jacob se réunissent, les observations cumulatives de Klaatu sur les humains le convainquent d'arrêter l'essaim.
Michael Granier les conduit vers la sphère de Central Park, mais l'essaim a atteint des proportions massives, alors que le président a ordonné d'utiliser des missiles. Klaatu traverse péniblement l'essaim jusqu'à la sphère, la touchant quelques instants avant que son propre corps ne soit consumé. La sphère désactive l'essaim, sauvant l'Humanité, mais éteignant également tous les appareils électroniques sur Terre lorsque la sphère géante quitte la planète.

## Fiche technique
Sauf indication contraire, les informations mentionnées dans cette section peuvent être confirmées par la base de données cinématographiques IMDb,  présente dans la section « Liens externes ».
- Titre français : Le Jour où la Terre s'arrêta
- Titre original : The Day the Earth Stood Still
- Réalisation : Scott Derrickson
- Scénario : David Scarpa, d'après le scénario du film du même nom écrit par Edmund H. North
- Musique : Tyler Bates
- Direction artistique : Don MacAulay
- Décors : David Brisbin
- Costume : Tish Monaghan
- Photographie : David Tattersall
- Montage : Wayne Wahrman
- Production : Paul Harris Boardman, Gregory Goodman et Erwin Stoff
- Sociétés de production : Twentieth Century Fox, 3 Arts Entertainment (en), Hammerhead Productions et Dune Entertainment III
- Distribution : Twentieth Century Fox
- Budget : 80 millions de dollars[1]
- Pays de production :  États-Unis,  Canada
- Langue originale : anglais
- Format : Couleur - Dolby Digital DTS SDDS - Version Scope 2.35:1, 35 mm - Version IMAX
- Genre : science-fiction, drame, catastrophe
- Durée : 103 minutes
- Date de sortie[2] :
  - Belgique et France : 10 décembre 2008
  - États-Unis, Canada :  12 décembre 2008
- Classification[3] :
  - États-Unis : PG-13
  - Québec : Visa général mais déconseillé aux jeunes enfants[4]
  - France : tous publics

## Distribution

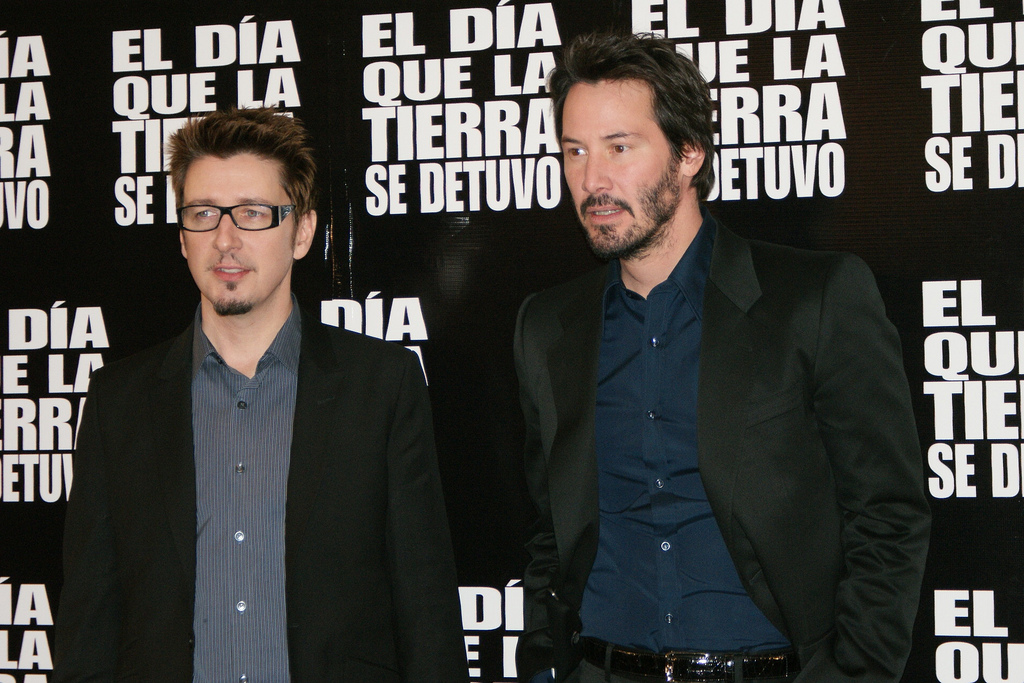
Le réalisateur Scott Derrickson et l'acteur Keanu Reeves, en janvier 2009.

- Keanu Reeves (VF : Xavier Fagnon) : Klaatu
- Jennifer Connelly (VF : Véronique Desmadryl) : Helen Benson
- Kathy Bates (VF : Denise Metmer) : Regina Jackson, secrétaire à la Défense des États-Unis
- Jon Hamm (VF : Constantin Pappas) : Dr Michael Granier
- John Cleese (VF : Jean-Luc Kayser) : Pr Karl Barnhardt
- Jaden Smith (VF : Léo Caruso) : Jacob Benson
- Aaron Douglas : le sergent Winter
- Alisen Down : la femme à l’ordinateur portable
- Mousa Kraish (en) (VF : Omar Yami) : Yusef
- J. C. MacKenzie (en) (VF : Renaud Marx) : Grossman
- Juan Riedinger (it) : William
- Sunita Prasad : Rouhani
- Brandon T. Jackson : un technicien missiles
- James Hong (VF :Jim Adhi-Limas) : M. Wu
- Roger R. Cross (VF : Thierry Desroses) : le général Quinn
- Kyle Chandler (VF : Emmanuel Curtil) : John Driscoll
- Robert Knepper (VF : Patrick Osmond) : le colonel Addelman
- Serge Houde : un scientifique
- Heather Doerksen : Regina
- Hiro Kanagawa (VF : Sylvain Clément) : Dr Ikegawa
- Michael Hogan : un général

## Production

### Genèse et développement
L'idée d'un remake du film Le Jour où la Terre s'arrêta (1951) de Robert Wise est évoquée par le producteur Erwin Stoff dès 1994. Le producteur — et agent de Keanu Reeves — raconte : « Au moment de la sortie de Speed, je me rappelle avoir été dans un bureau d'un producteur de la Fox. Derrière son bureau il y avait une affiche du Jour où la Terre s'arrêta. Et en l'attendant, j'ai eu cette idée... Et je lui ai suggéré de développer un remake avec Keanu Reeves. À l'époque ça semblait être une bonne idée de départ. Mais comme c'est toujours le cas à Hollywood, il a perdu sa place peu après. Il a fallu attendre 15 ans pour qu'un scénario atterrisse sur mon bureau : Le Jour ou la Terre s'arrêta. »
L'astronome américain Seth Shostak a officié comme consultant sur le film. Il a ainsi demandé plusieurs révisions du script pour supprimer certaines erreurs et donner des suggestions pour rendre les scientifiques moins secs,.

### Tournage
Le tournage a principalement lieu en Colombie-Britannique (Vancouver, White Rock, Coquitlam, Langley, Université Simon Fraser, Surrey, Deer Lake, ...).

## Sortie et accueil

### Dates de sortie
Le film a été envoyé vers Alpha Centauri, le système stellaire et planétaire le plus proche du système solaire le 12 décembre 2008 par le Deep Space Communications Network de Cap Canaveral,.

### Accueil critique
Sur l'agrégateur américain Rotten Tomatoes, le film récolte 21 % d'opinions favorables pour 194 critiques. Sur Metacritic, il obtient une note moyenne de 40⁄100 pour 34 critiques.
En France, le site Allociné propose une note moyenne de 2,5⁄5 à partir de l'interprétation de critiques provenant de 17 titres de presse.

### Box-office
Produit pour un budget estimé à 80 millions de dollars, le film totalise plus de 230 millions de dollars.
| Pays ou région     | Box-office        | Date d'arrêt du box-office | Nombre de semaines |
| ------------------ | ----------------- | -------------------------- | ------------------ |
| France             | 1 150 671 entrées | -                          | -                  |
| États-Unis, Canada | 79 366 978 $      | 2 avril 2009               | 16                 |
| Total mondial      | 233 093 859 $     | -                          | -                  |

## Commentaires